# Peperomia venusta
Peperomia venusta är en pepparväxtart som beskrevs av Truman George Yuncker. Peperomia venusta ingår i släktet peperomior, och familjen pepparväxter. Inga underarter finns listade i Catalogue of Life.